# Stony Houghton
Stony Houghton – wieś w Anglii, w hrabstwie Derbyshire, w dystrykcie Bolsover. Leży 34 km na północny wschód od miasta Derby i 203 km na północny zachód od Londynu.